# هایاته تسوتا
هایاته تسوتا (ژاپنی: 蔦 颯؛ زادهٔ ۷ ژوئن ۱۹۹۵) یک بازیکن فوتبال اهل ژاپن است.
از باشگاه‌هایی که در آن بازی کرده‌است می‌توان به باشگاه فوتبال تسپاکوستاسو گونما و باشگاه فوتبال ونریر هاچینوهه اشاره کرد.